# Église Saint-Leu-Saint Gilles
De Église Saint-Leu-Saint-Gilles (Sint-Leu-Sint-Gilliskerk) is een rooms-katholieke kerk aan rue Général Leclerc in de Franse plaats Saint-Leu-la-Forêt, zo'n 14 kilometer ten noorden van Parijs. Hier bevindt zich een grafkelder voor het geslacht Bonaparte met de tombe van Lodewijk Napoleon Bonaparte, koning van Holland.

## Geschiedenis
De kerk werd gebouwd in 1849 in opdracht van prins Napoleon, de latere keizer Napoleon III, en ingewijd in zijn aanwezigheid. Het verving een eerdere kerk uit de zeventiende eeuw, ingewijd op 7 november 1690. De kerk was op zijn beurt weer een vervanging van de oorspronkelijke kerk uit de twaalfde eeuw, gelegen in het bos ter hoogte van Montmorency en gesloopt in 1686.
De architect Eugène Lacroix werd geïnspireerd door de Italiaanse basilieken, in het bijzonder de Basiliek van Sant'Apollinare Nuovo in Ravenna. Een groot portaal met een halfronde archivolt en een timpaan versierd met een mozaïek biedt toegang tot het schip. Kleinere poorten flankeren de hoofdingang aan beide kanten. Het bovenste deel van de gevel van het schip is versierd met vijf halfronde bogen. De sterk onderscheidende klokkentoren van het hoofdgebouw is geplaatst voor de laterale noordoostelijke gevel. De randen tussen de eerste en tweede verdieping alsmede de muren, zijn versierd met sierlijsten in de stijl van de Italiaanse renaissance.
Aan de achterkant van het koor, als eerbetoon aan de familie Bonaparte en vooral Lodewijk Napoleon, de broer van Napoleon I en vader van Napoleon III, bevindt zich een tombe voor Lodewijk Napoleon, koning van Holland, gemaakt door Louis Petitot. Op de voorkant van de tombe bevinden zich de gezichten van zijn zonen Napoleon Karel Bonaparte en Napoleon Lodewijk Bonaparte en zijn vader Carlo Maria Buonaparte. Achter het monument is een fresco van Sébastien-Melchior Cornu met vier engelen dragende Sint-Lodewijk, Sint-Karel en Sint-Napoleon. Deze muur is recent gerestaureerd met behulp van de Napoleon Stichting.
Ook van belang zijn de graven in de kapel aan de rechterkant van het koor ter herdenking aan de barones (Madame) de Broc, een van koningin Hortense de Beauharnais matrons (hoofdzuster) van eer, en barones Broc's zus, de vrouw van maarschalk Michel Ney.
De kerk van Sint-Gillis in St-Leu werd ingewijd op 31 oktober 1851 door bisschop Gros van Versailles, in aanwezigheid van president Napoleon III begeleid door leden van zijn familie en andere belangrijke figuren. In 1869 bood de keizer een prachtig Cavaillé-Coll-orgel aan. Napoleon III had aanvankelijk plannen voor enorme muurschilderingen, maar door de Frans-Duitse Oorlog van 1870 en de val van het Tweede Franse Keizerrijk werd dit uitgesteld.

## Familie Bonaparte
Het was de bedoeling dat de hele familie Bonaparte, inclusief keizer Napoleon I, in de kerk begraven zouden worden. In de crypte staan vier sarcofagen. Lodewijk Napoleon werd hier in 1851 herbegraven na eerst in Livorno en op 29 september 1847 in de kapel van Saint Leu, van barones de Broc (1784-1813), begraven te zijn, alsmede zijn zonen Napoleon Karel Bonaparte, prins van Holland, en Napoleon Lodewijk Bonaparte, die van 1 juli 1810 tot 9 juli 1810 koning van Holland was.
De vierde crypte is leeg. Hier lag vanaf 1851 Carlo Maria Buonaparte (Frans: Charles-Marie Bonaparte) begraven, wiens stoffelijke resten, op 28 april 1951, werden overgebracht naar de Keizerlijke Kapel in Ajaccio. Charles-Marie (Carlo Maria) Bonaparte Geboren 27 maart 1745 stierf 24 februari 1785 in Montpellier aan maagkanker. Hij werd begraven in Montpellier in de kluizen van het klooster van de Cordeliers. Zijn lichaam werd in in 1803 in de tuinen van Mortefontaine, bezit van Joseph Bonaparte, begraven. Toen het gebied werd teruggegeven aan de prins van Condé, in 1819, werden zijn stoffelijke resten overgebracht naar de Kapel van Saint-Leu en in 1851 naar de Église Saint-Leu-Saint Gilles. De sarcofaag van Charles draagt de verkeerde datum van overlijden, namelijk 24 april 1785 in plaats van 24 februari.
Napoleon I werd in december 1840 herbegraven in de Dôme des Invalides in Parijs, evenals zijn andere broers Jérôme Bonaparte en Joseph Bonaparte. Op 15 december 1940 werd de kist van Napoleon II, door Adolf Hitler, overgebracht naar Parijs en bijgezet in de crypte van de Dôme des Invalides.
Een grote restauratie van de crypten in de Église Saint-Leu-Saint Gilles werd uitgevoerd in 1995/1996 met de steun van de internationale club Skal.

## Wetenswaardigheden
- De kerk en de crypte is alleen te bezichtigen via het Syndicat D'Initiative van Saint-Leu-la-Foret (plaatselijke VVV) 13 Avenue du Général Leclerc 95320 Saint-Leu-La Forêt (Schuin tegenover de kerk)[3]
- Met steun van een club voor managers in het toerisme werd in 1997 een bedrag van ƒ45.000 bijeengebracht voor de restauratie van de kerk.

## Afbeeldingen

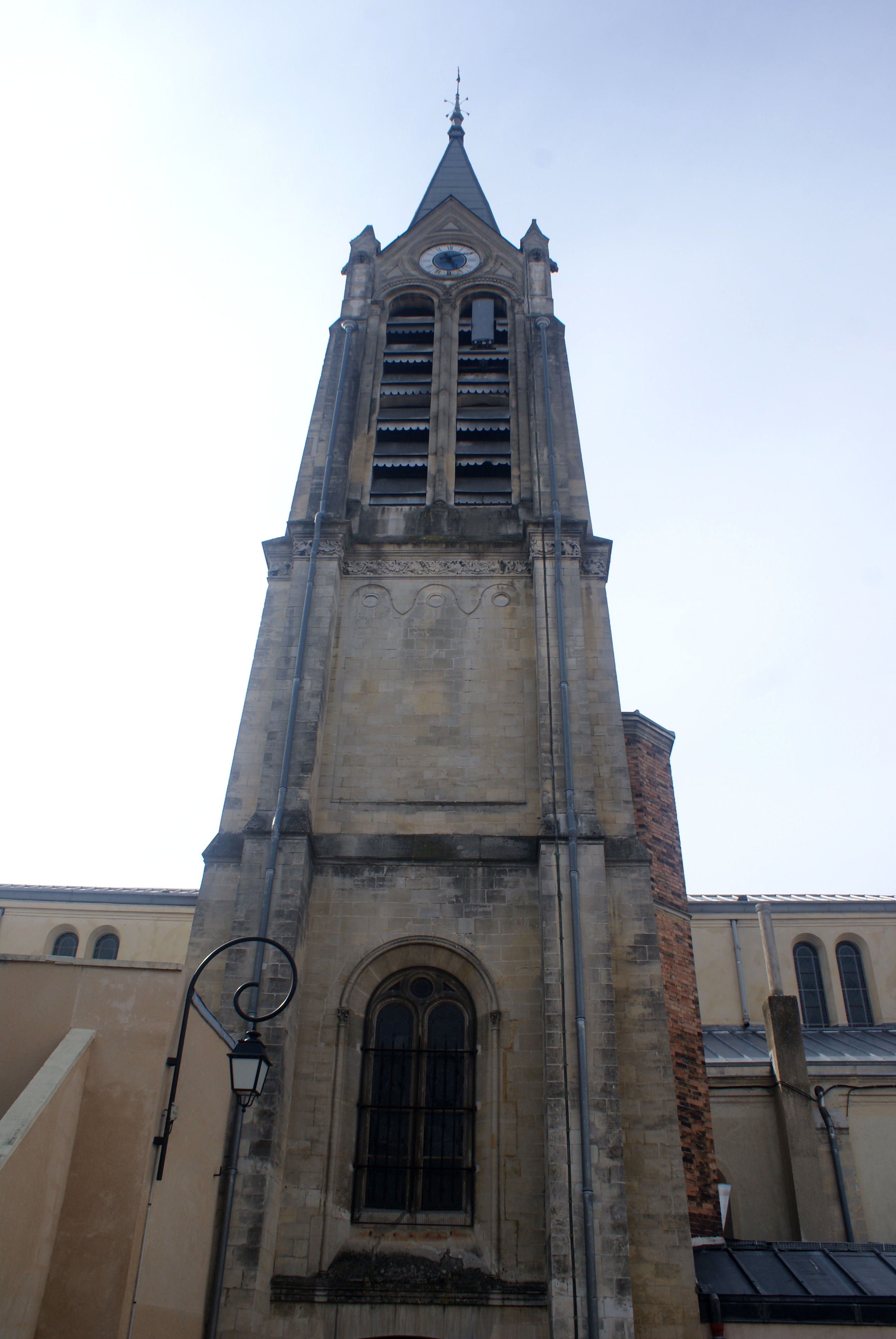
Klokkentoren
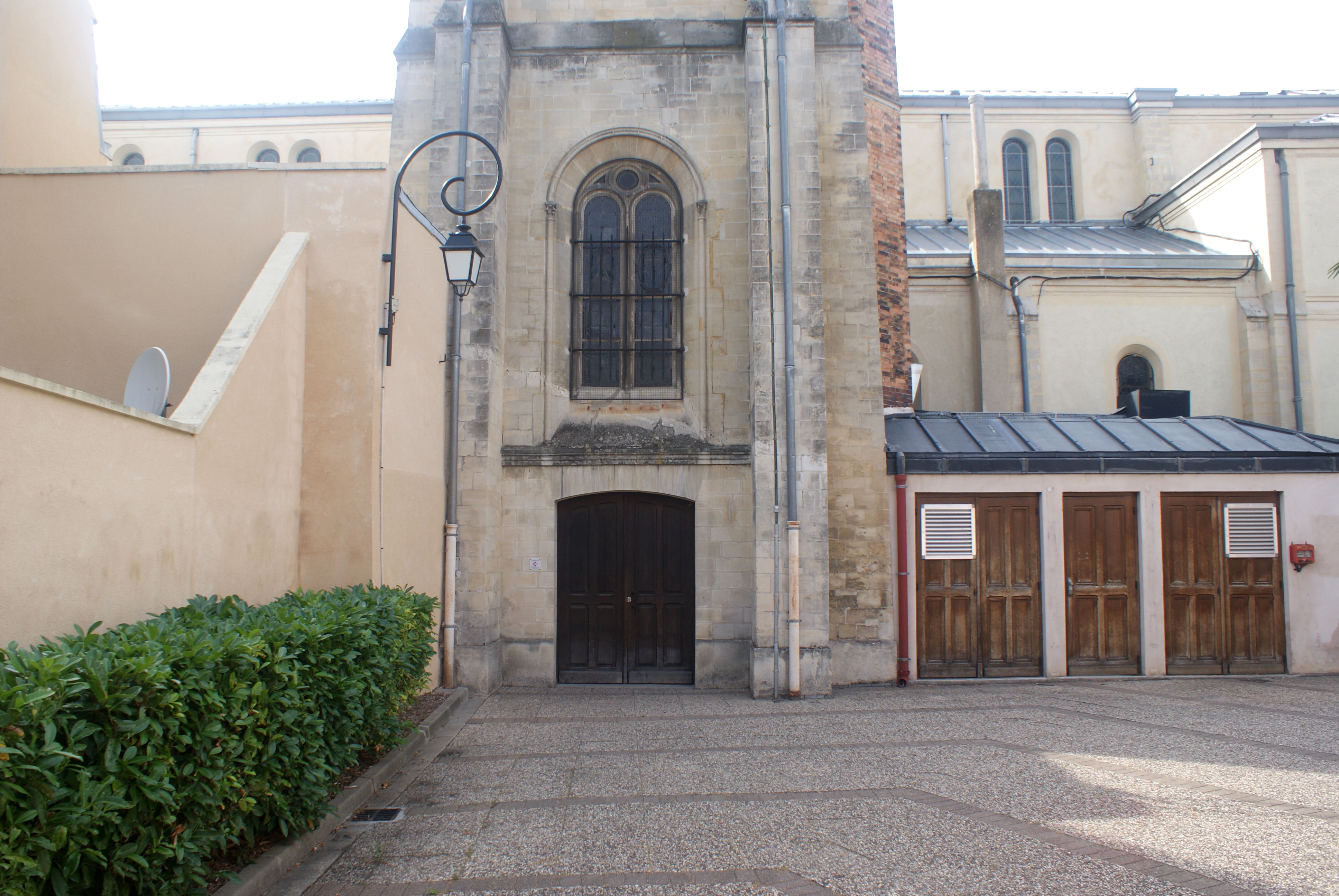
Zijingang kerk
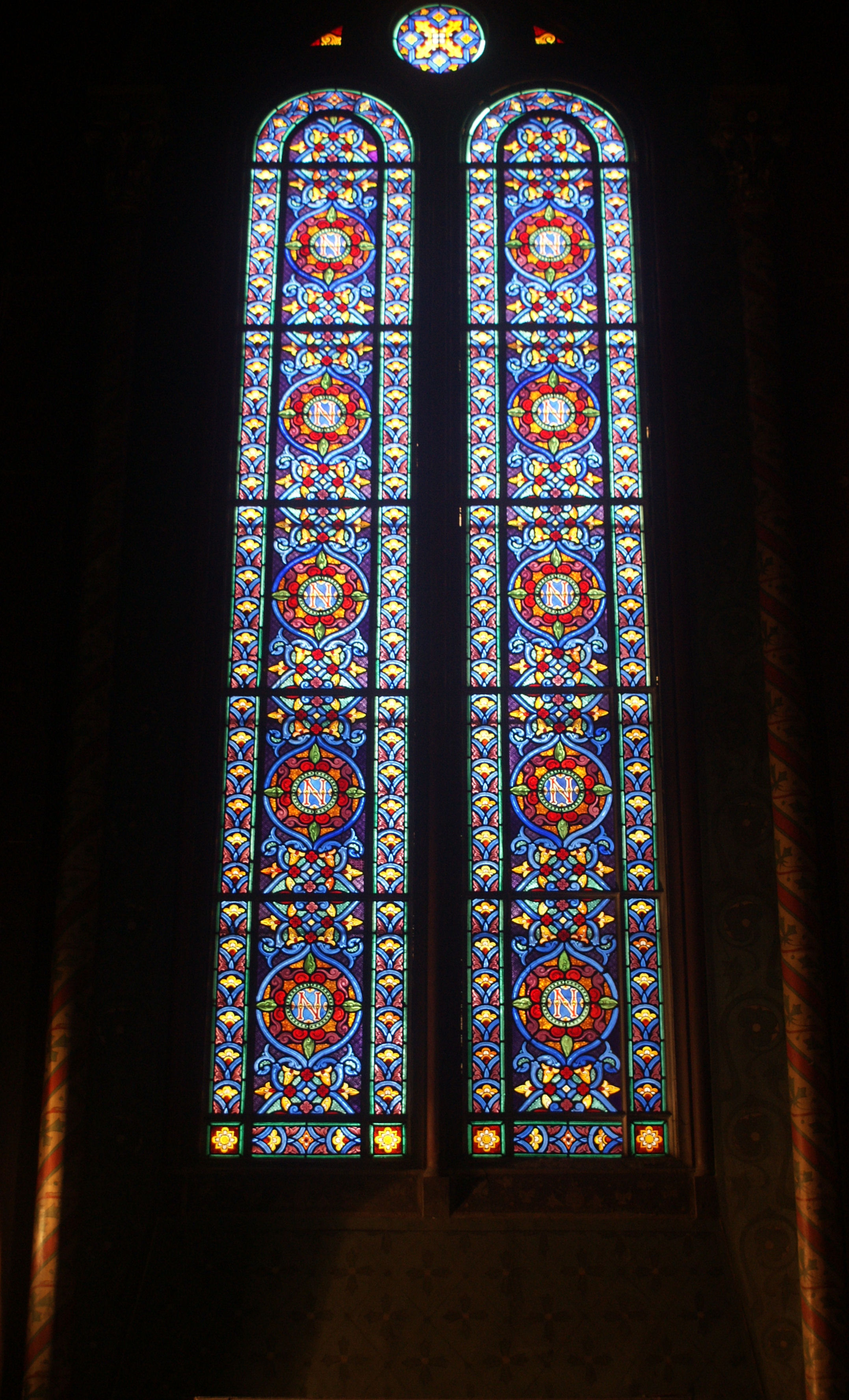
Glas in Lood met de letter 'N' van Napoleon
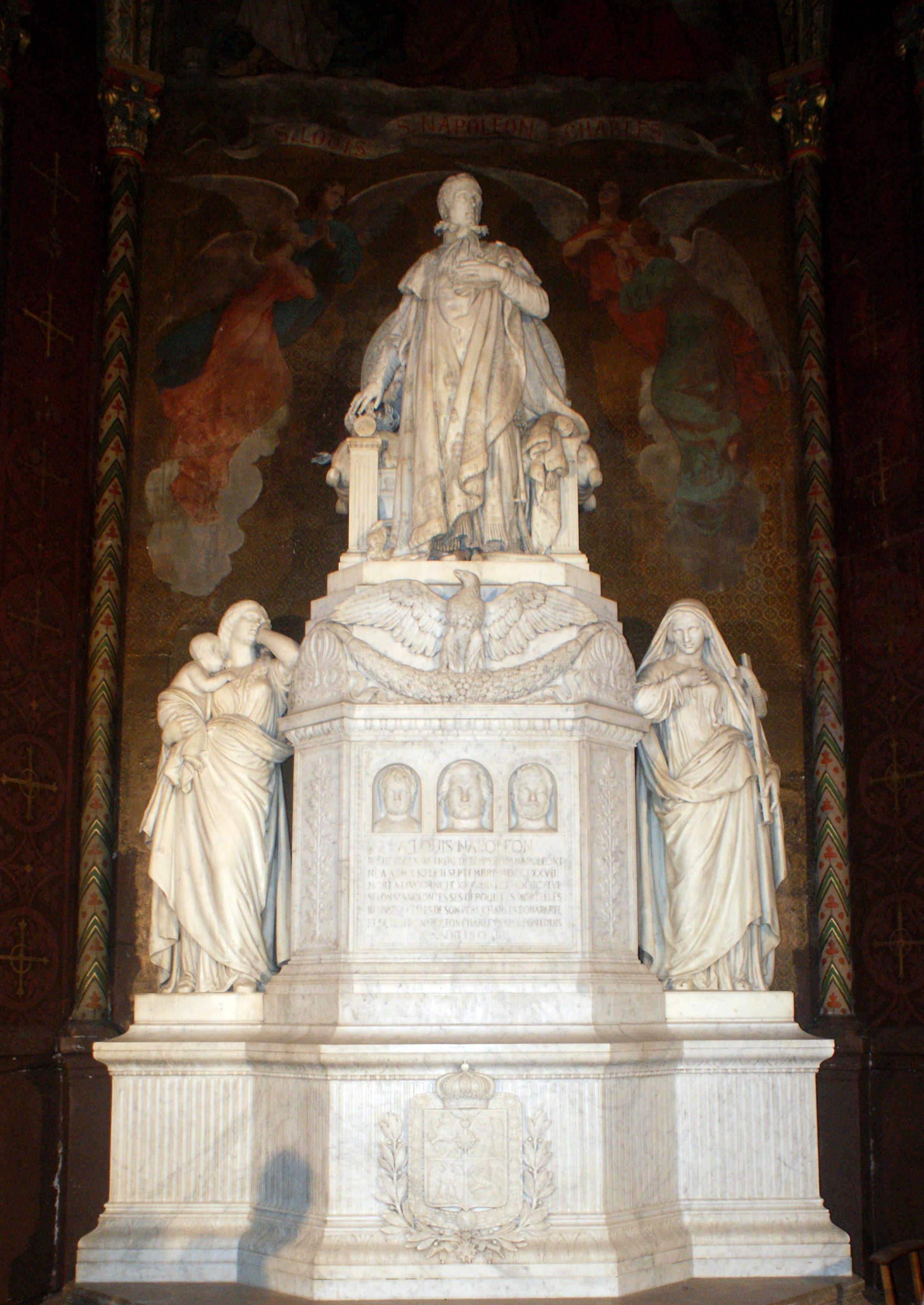
Tombe van Lodewijk Napoleon
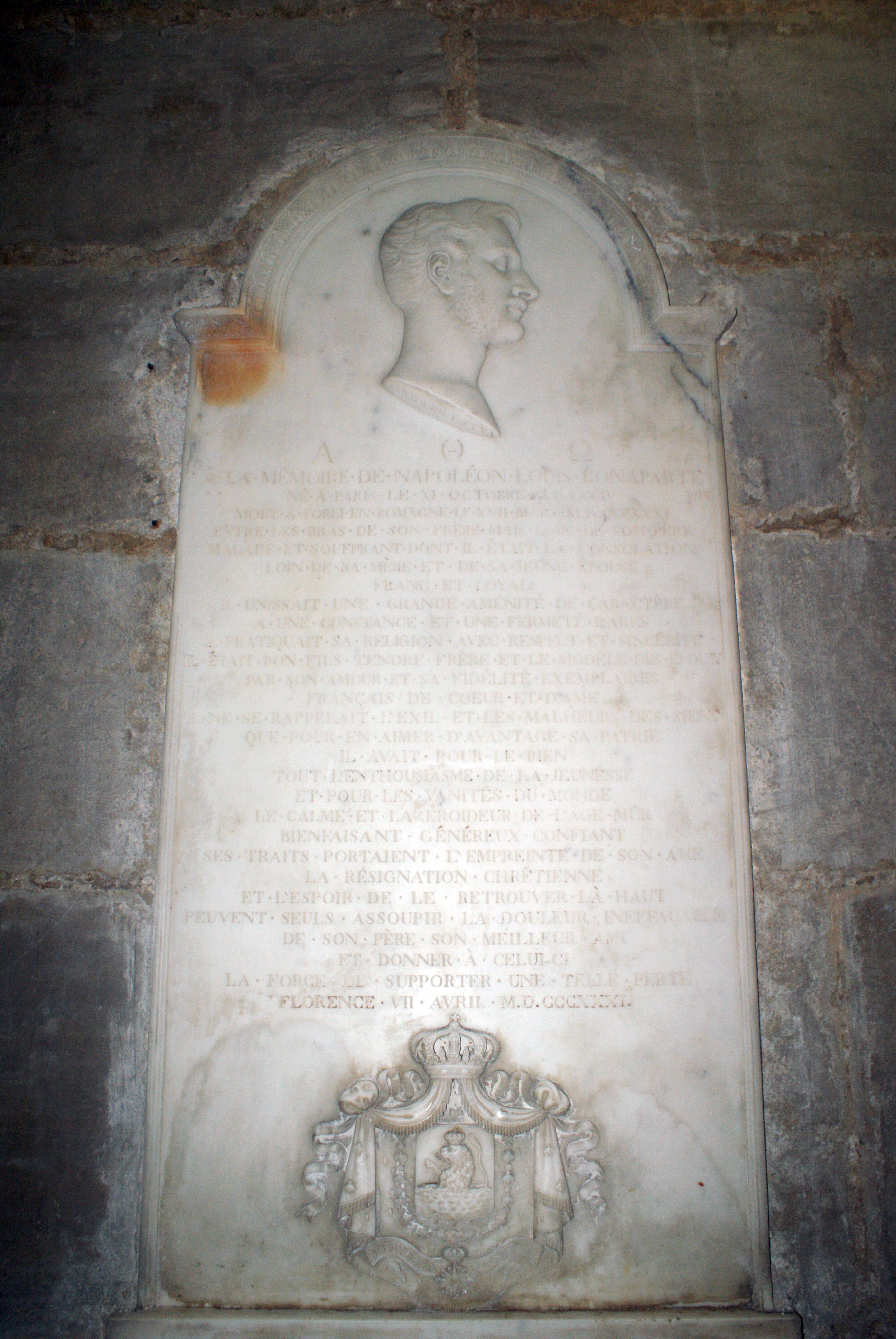
Gedenkplaat Lodewijk Napoleon, met onderaan de Nederlandse Leeuw in zijn wapen, in een ruimte naast de crypte
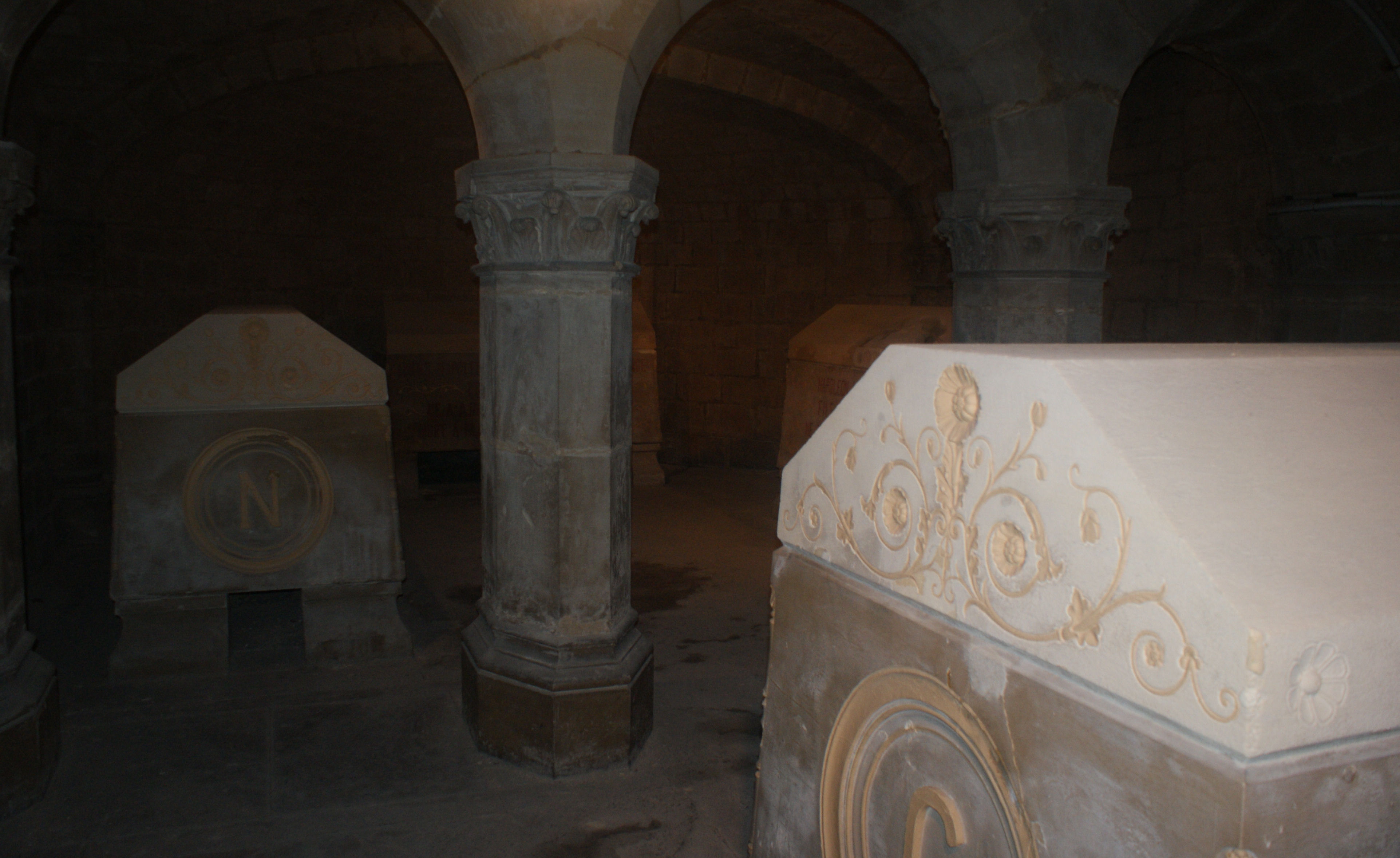
Crypte Familie Bonaparte
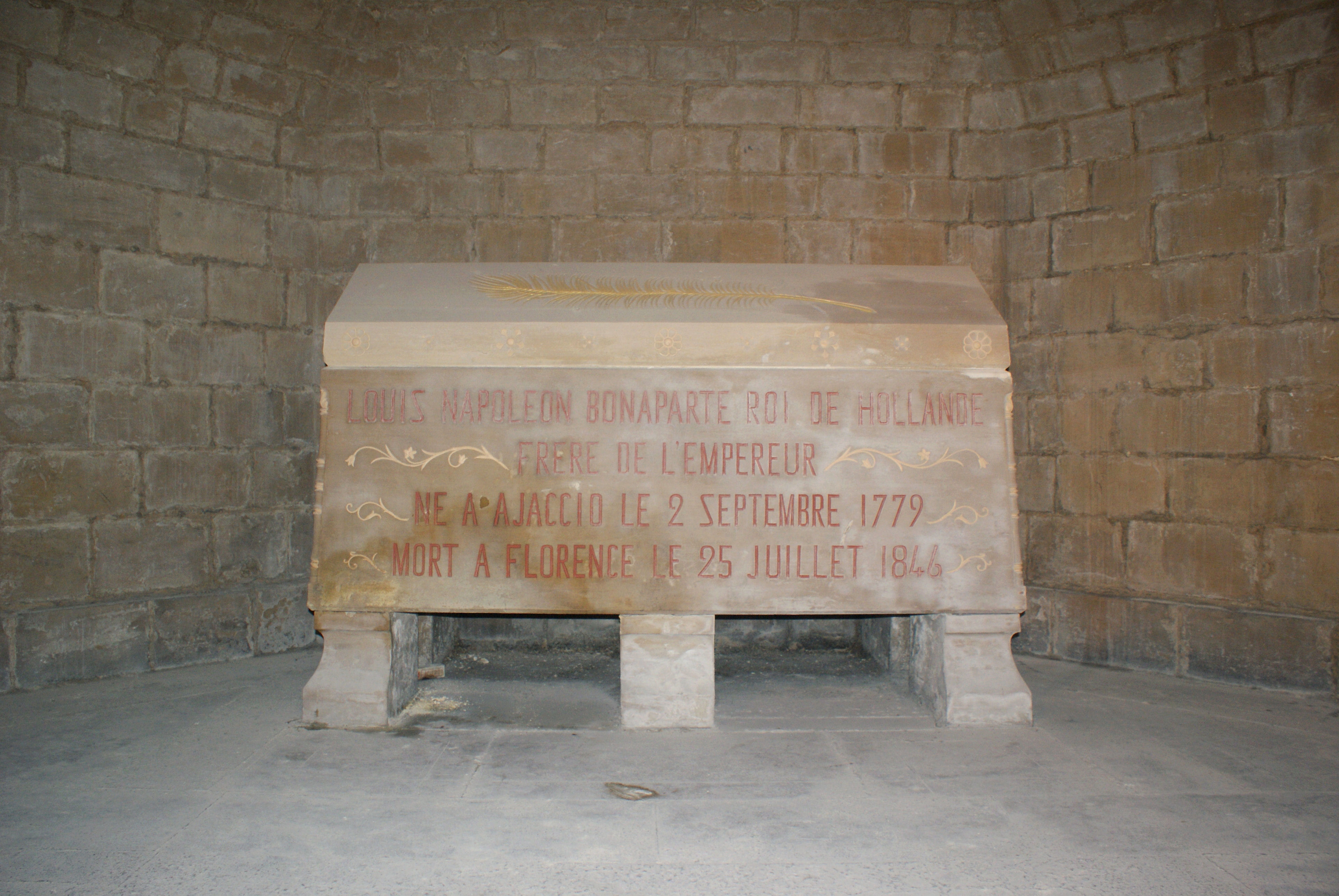
Sarcofaag Lodewijk Napoleon Bonaparte, Koning van Holland
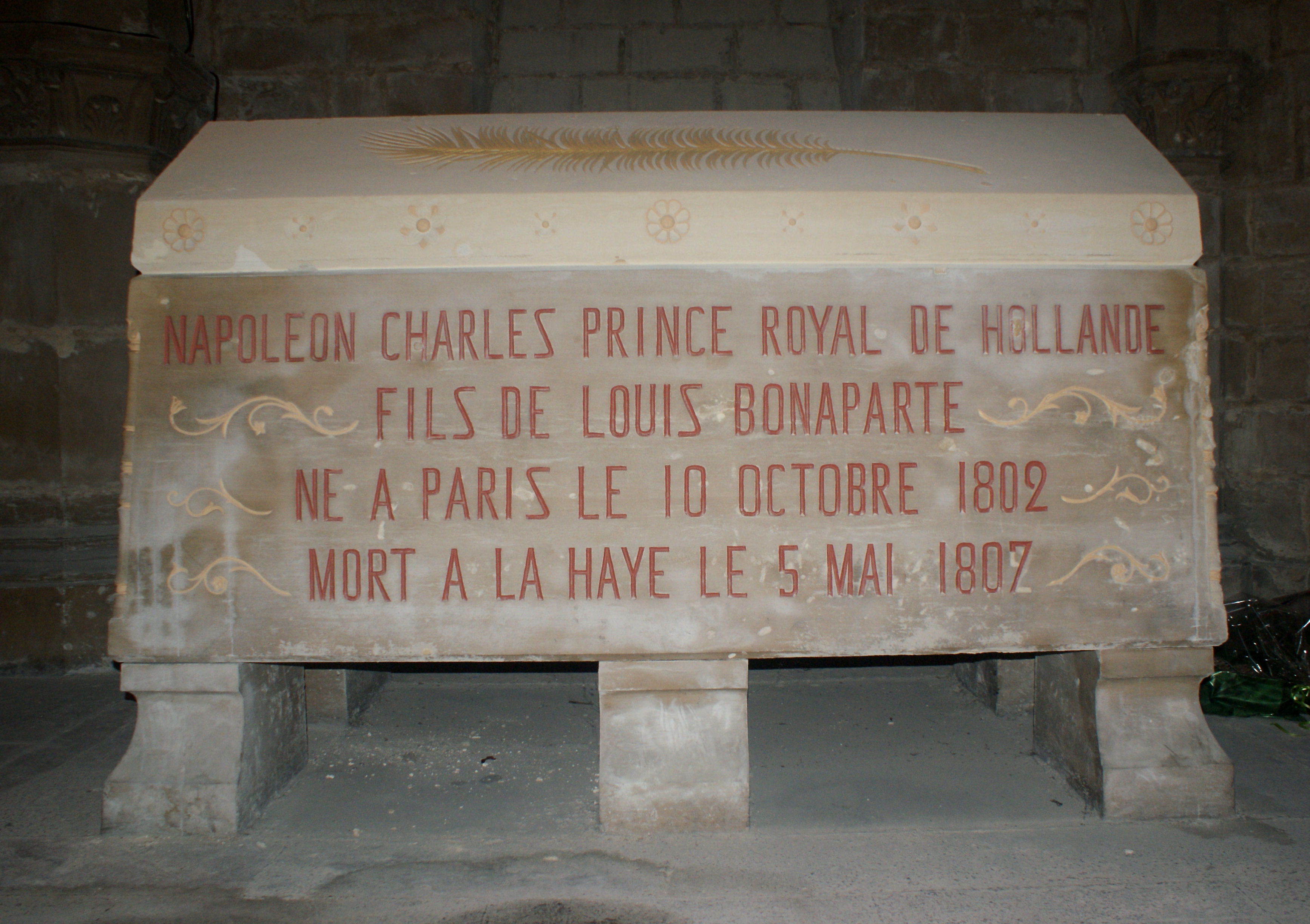
Sarcofaag Napoleon Karel Bonaparte, Prins van Holland
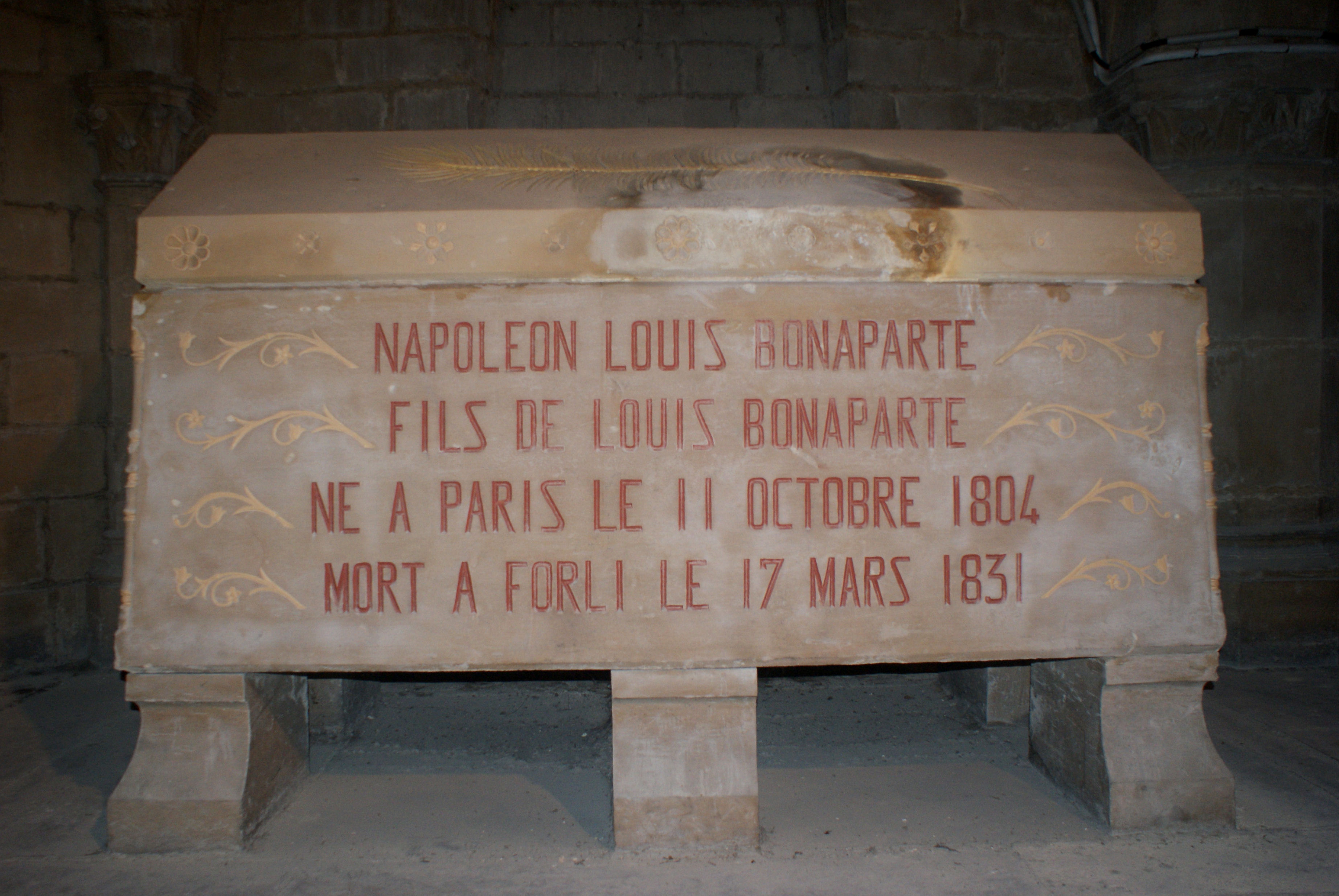
Sarcofaag Napoleon Lodewijk Bonaparte, Prins van Holland
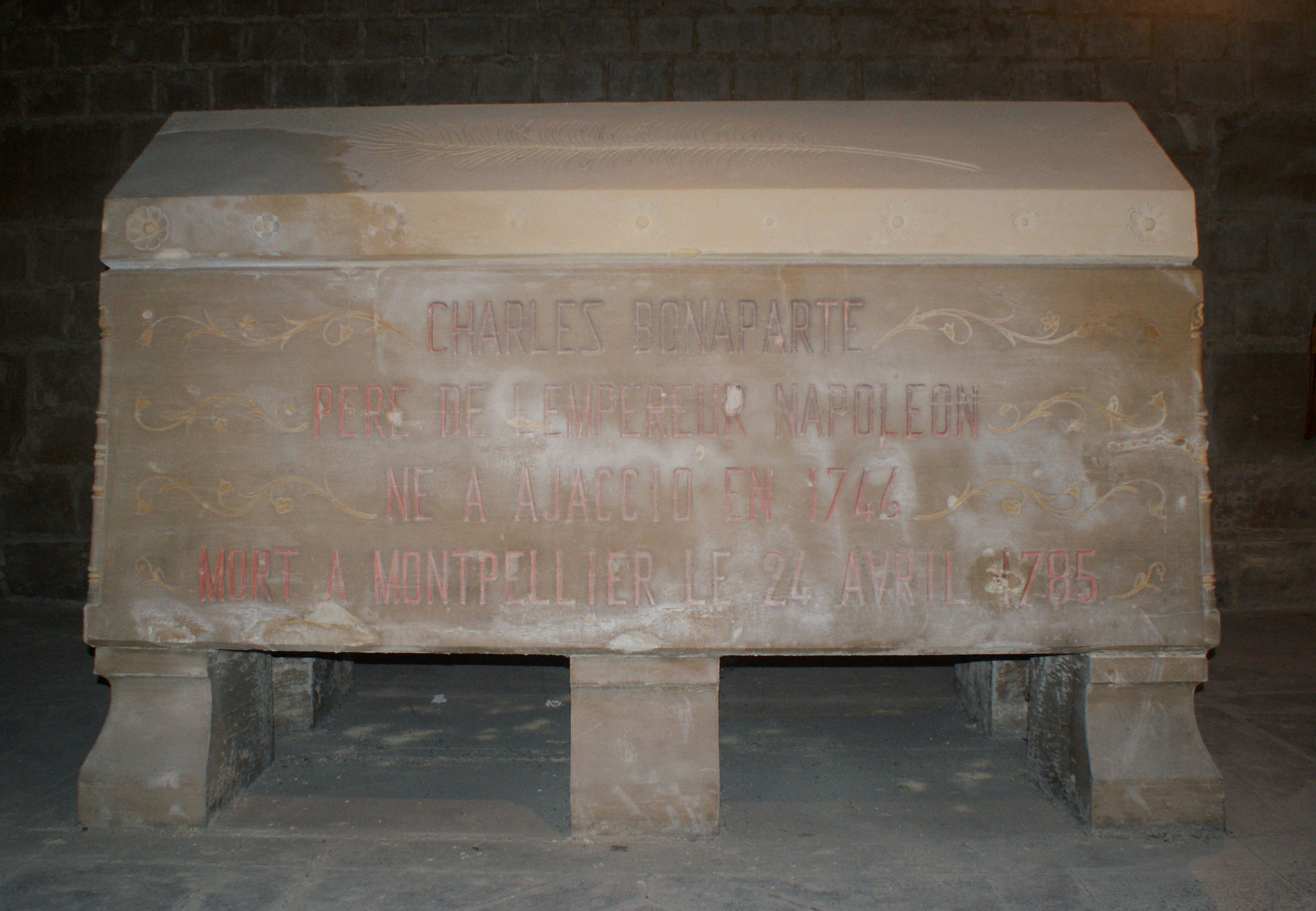
Sarcofaag Carlo Maria Buonaparte
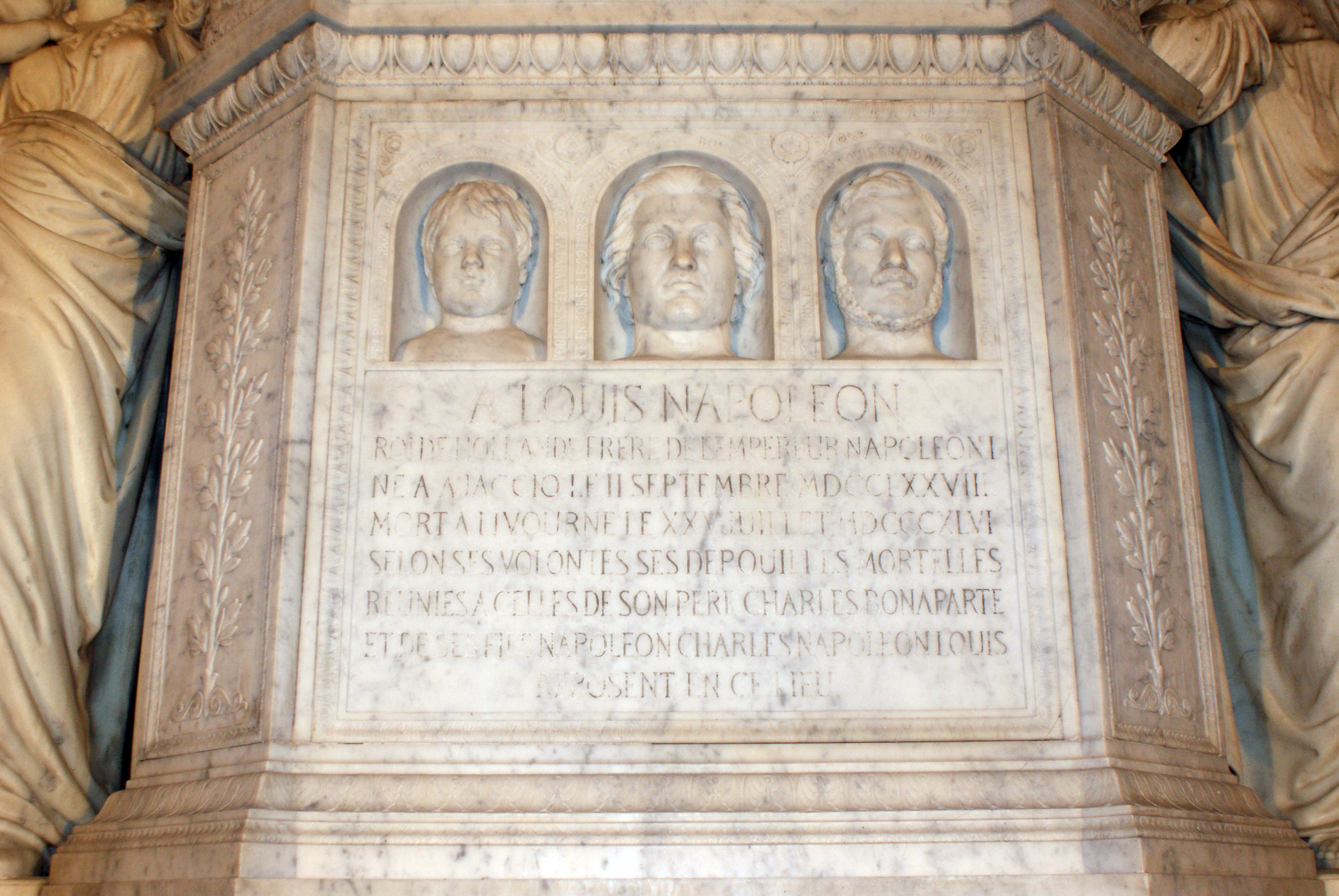
Detail tombe Lodewijk Napoleon met de gezichten van Napoléon Charles Bonaparte, Napoleon Louis Bonaparte en Carlo